# Xalapasco
El Xalapasco o Axalapasco es una loma con una elevación máxima de 2,752 m s. n. m. Se ubica en el municipio mexicano de Ixtenco, Tlax., al noreste del volcán La Malinche o Matlalcueye, la principal elevación del estado. Es conocido regionalmente por su forma de cerro extenso y poco prominente, con presencia de una decena de hoyas de origen volcánico. Su nombre proviene del término axalapazco (del náhuatl: en el manantial de arena), que designa a los cráteres volcánicos bajos o maares.
Se estima que lo que dio su peculiar forma al Xalapasco se trató de un solo episodio eruptivo, a través del cual colapsó todo un sistema de cámaras magmáticas.
Alguna vez extensamente leñado, el Xalapasco ha visto resurgir un bosque de coníferas (principalmente de Pinus cembroides y Juniperus deppeana), gracias a los esfuerzos para su reforestación. Algunas de las laderas, principalmente al norte y al oriente, han sido adaptadas como terrazas para el cultivo de maíz. Además, se presta para actividades recreativas como el senderismo, el rapel o el ciclismo de montaña.
Para ascender al cerro, es necesario tomar un camino rural que lleva a la Estación Científica La Malinche y después cruzar la ruina de una antigua hacienda. El gentil ascenso hasta la cresta, que se puede recorrer en toda su circunferencia, permite explorar seis de las calderas. También es posible bajar a la caldera principal, llamada "Hoya Cuates", que en la estación lluviosa presenta una pequeña laguna.

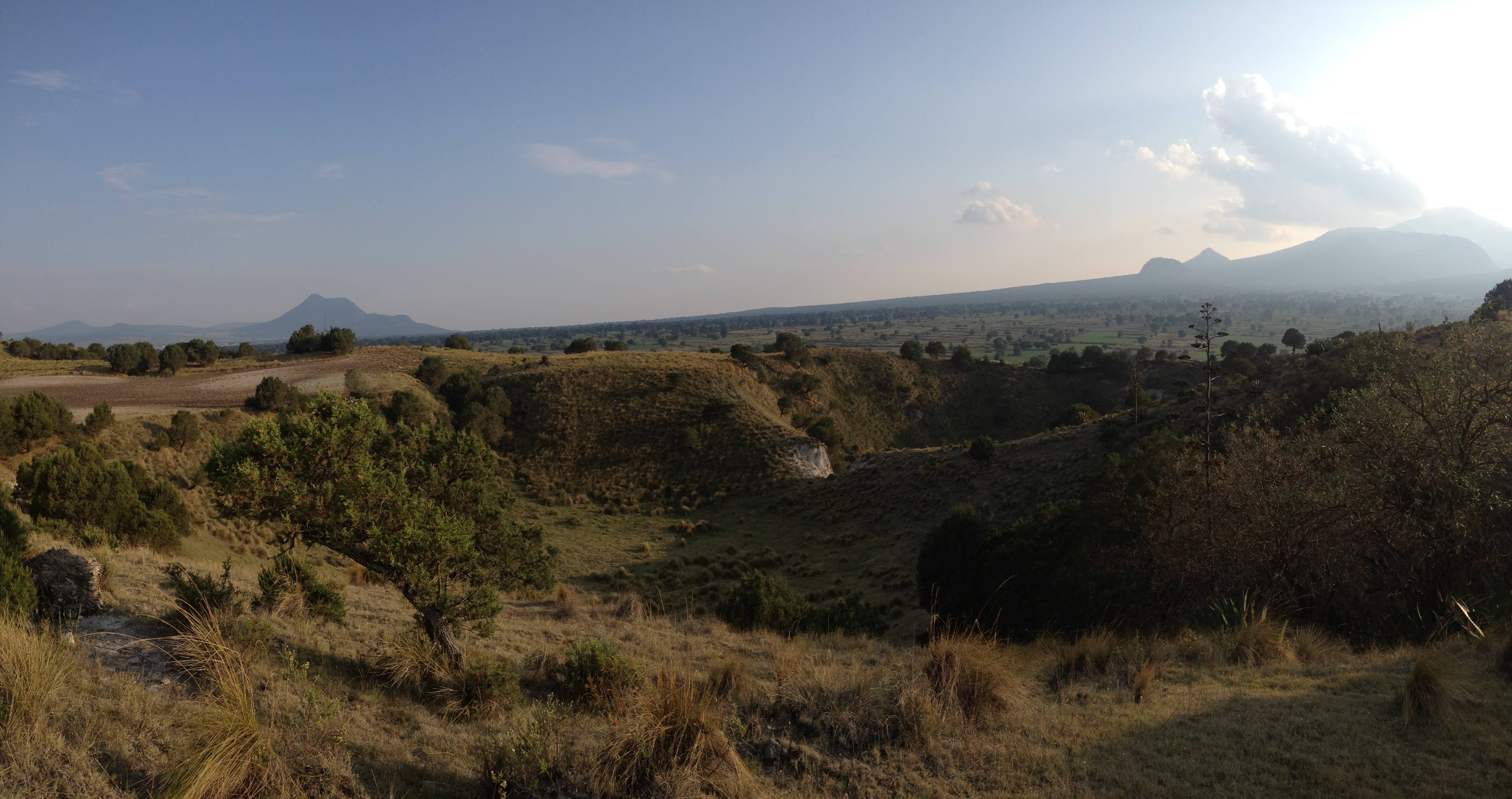
Vista de dos de las calderas; al fondo a la derecha, la Malinche